# أترمون (مونتريال)
أترمون حي سكني يقع إدارياً ضمن مونتريال في كندا. وتبلغ مساحته 3.84 كم². يحده إدارياً مونت رويال.

## توأمة
لأترمون اتفاقيات توأمة مع كل من:
- أوكوود
- Le Vésinet [الإنجليزية]‏

## أعلام
- جيرار ديسرواسير
- صموئيل برونفمان
- بيير دانسيرو
- ديكي بون
- توم درابر
- أليس باريزو

## وصلات خارجية
- الموقع الرسمي